# 31633 Almonte
31633 Almonte este un asteroid din centura principală de asteroizi.

## Descriere
31633 Almonte este un asteroid din centura principală de asteroizi. A fost descoperit pe 7 aprilie 1999 la Socorro, New Mexico, în cadrul proiectului LINEAR. Asteroidul prezintă o orbită caracterizată de o semiaxă mare de 3,17 ua, o excentricitate de 0,14 și o înclinație de 1,7° în raport cu ecliptica.